# Василь, Владимир
Владимир Василь (хорв. Vladimir Vasilj; род. 6 июля 1975, Ганновер) — хорватский футболист, вратарь. Сыграл 4 матча за сборную Хорватии. Попадал в заявку сборной на два чемпионата мира по футболу (1998 и 2002 годов) и чемпионата Европы 2004.

## Карьера

### Клубная
Владимир — воспитанник боснийского клуба «Широки Бриег». Позже он оказался в «Вележе» из Мостара. Профессиональную карьеру Василь начал в клубе «Хрватски Драговоляц». За него Владимир выступал 3 сезона, в 2-х из которых был основным вратарём. Всего за этот клуб он провёл 63 матча. В 1998 году Василь перешёл в загребское «Динамо», один из сильнейших хорватских клубов. В составе «Динамо» Владимир сыграл всего 5 матчей, быв вначале третьим, а позже вторым голкипером команды.
После трёх лет в «Динамо» Василь перешёл в другой клуб из столицы Хорватии — «Загреб». В этой команде Владимир сразу стал основным вратарём и помог команде выиграть чемпионат Хорватии в 2002 году.
В 2003 году Владимир перешёл в «Вартекс», в составе которого провёл один сезон, сыграв 30 матчей. В 2004 году Василь вернулся в загребское «Динамо». 29-летний голкипер сыграл за «Динамо» 20 матчей в сезоне 2004/05.
Летом 2005 года Владимир, впервые в своей карьере, перешёл в иностранный клуб, которым оказался турецкий «Коньяспор», однако Василь не сумел закрепиться в основе команды и сыграл за неё всего 2 матча. В 2006 году он перешёл в боснийский «Широки Бриег», где провёл три сезона. В 2009 году хорват решил завершить карьеру.

### Сборная
Василь дебютировал в сборной Хорватии 29 мая 1998 года, сыграв в товарищеском матче со сборной Словакии. Был в составе хорватской сборной на Чемпионатах мира 1998 и 2002, а также на Евро-2004, однако ни на одном из крупных турниров на поле не выходил.

## Достижения
Загреб
- Чемпион Хорватии: 2002

Сборная Хорватии
- Бронзовый призёр чемпионата мира по футболу 1998